# Леонард Блумфілд

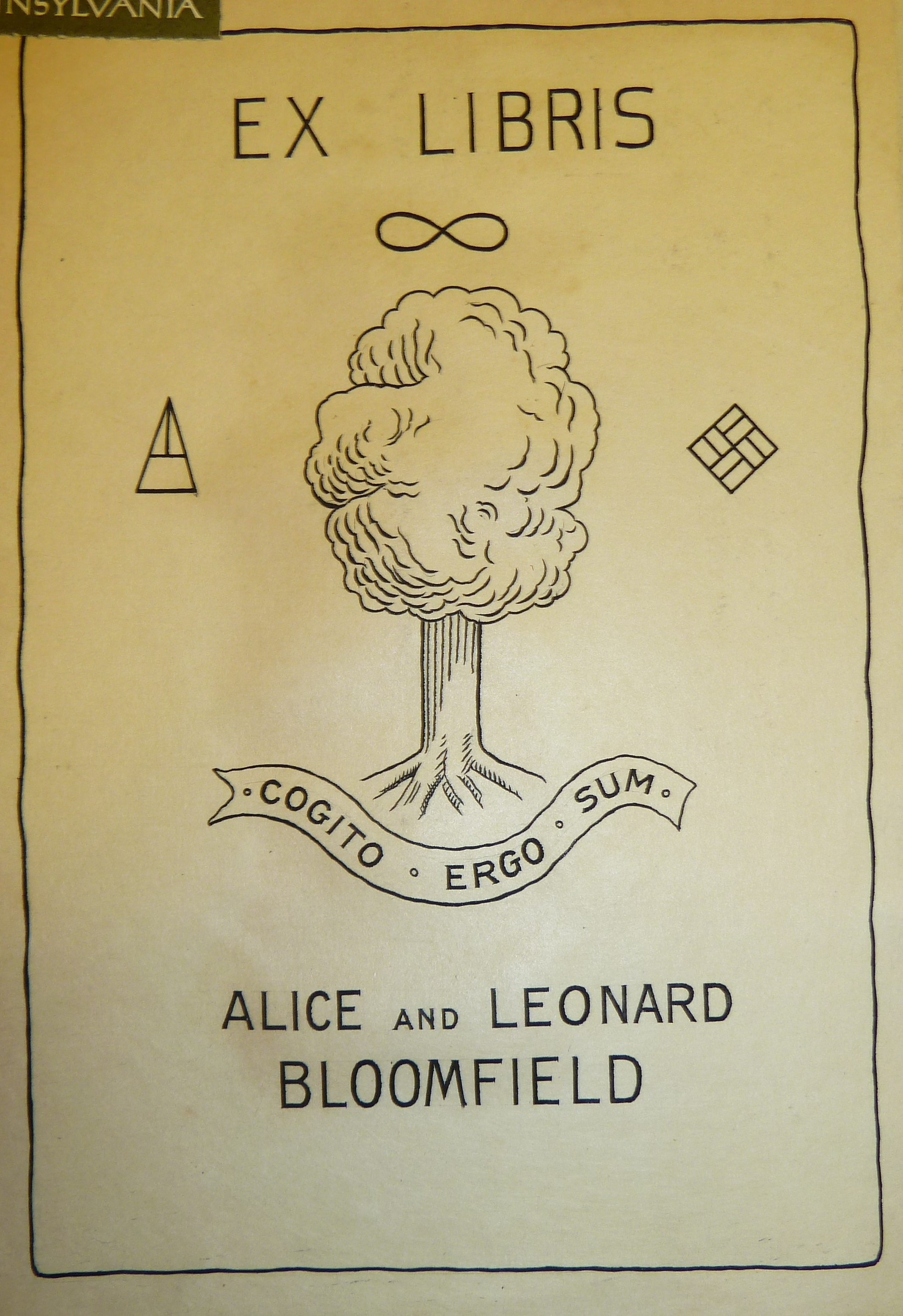

Леонард Блумфілд (англ. Leonard Bloomfield; 1 квітня 1887, Чикаго  — 18 квітня 1949, Нью-Гейвен, Коннектикут) — американський мовознавець, професор, один із засновників дескриптивного напряму структурної лінгвістики. Один з видатних лінгвістів XX століття. Праці з індоєвропеїстики, тагальської мови, алгонкінських мов, загальної морфології, загальної теорії мови. 

## Біографія
Навчався в університетах Гарварда, Вісконсина та Чикаго, викладав в університетах Цинциннаті (1908—1909) та Іллінойсу (1910—1913). Спочатку спеціалізувався як індоєвропеїст та германіст, стажувався в Німеччині (в Лейпцизькому та Геттінгенському університетах); після повернення з Німеччини викладав німецьку мову та інші дисципліни в університетах Іллінойса, Огайо (з 1921) та Чикаго (з 1928); з 1940 — в Єльському університеті, займався проблемами англійської фонетики та (особливо під час війни) методикою викладання іноземних мов. 
Один із засновників Американського лінгвістичного товариства (1924). 

## Науковий доробок
Ранні праці Блумфілда (зокрема, з санскриту та індоєвропейських мов) загалом написані в руслі класичних порівняльно-історичних досліджень кінця XIX ст. Поступовий відхід від цієї проблематики був викликаний інтересом Блумфілда до неіндоєвропейских мов — в 1910-і роки — до тагальської, в 1920 — 1930-і роки — до індіанських мов алгонкінської мовної сім'ї, описом яких він займався до кінця життя (Блумфілд вважається одним із засновників синхронного та порівняльно-історичного вивчення мов цієї сім'ї). 
1933 року вийшла друком його головна книга «Мова» (первісний варіант цієї роботи був опублікований ще в 1914), що стала (поряд з працями Соссюра, Сепіра, Трубецького та Єльмслева) одним з найвідоміших лінгвістичних досліджень першої половини XX століття та зіграла роль теоретичного маніфесту американського дескриптивізму — течії, яка панувала в лінгвістиці США аж до кінця 1950-х років. Пізніша теоретична робота Блумфілда («Лінгвістичні аспекти науки», 1939) не здобула такого ж значного резонансу. З його праць кінця 1930-х — початку 1940-х років найзначнішими вважаються дослідження з граматики алгонкінської мови Меноміні. У них Блумфілд виступив (одночасно з Н. С. Трубецьким) як один з основоположників теоретичної морфонології, що спирається на мовні моделі елементно-процесного типу (цей тип моделей уперше був використаний ще у граматиці Паніні, яку Блумфілд добре знав та дослідженню якої присвятив низку ранніх статей).

## Основні публікації
- Bloomfield, Leonard. 1909/1910. «A semasiological differentiation in Germanic secondary ablaut.» Modern Philology 7:245-288; 345—382.
- Bloomfield, Leonard (1911). The Indo-European Palatals in Sanskrit. The American Journal of Philology. 32 (1): 36—57. doi:10.2307/288802. JSTOR 288802.
- Bloomfield, Leonard. 1914. Introduction to the Study of Language. New York: Henry Holt. Reprinted 1983, John Benjamins. Retrieved April 19, 2009. ISBN 90-272-1892-7.
- Bloomfield, Leonard (1914a). Sentence and Word. Transactions and Proceedings of the American Philological Association. 45: 65—75. doi:10.2307/282688. JSTOR 282688.
- Bloomfield, Leonard (1916). Subject and Predicate. Transactions and Proceedings of the American Philological Association. 47: 13—22. doi:10.2307/282823. JSTOR 282823.
- Bloomfield, Leonard. 1917. Tagalog texts with grammatical analysis. University of Illinois studies in language and literature, 3.2-4. Urbana, Illinois.
- Bloomfield, Leonard (1925). Why a linguistic society?. Language. 1: 1—5.
- Bloomfield, Leonard (1925a). On the sound-system of Central Algonquian. Language. 1 (4): 130—156. doi:10.2307/409540. JSTOR 409540.
- Bloomfield, Leonard. 1925—1927. «Notes on the Fox language.» International Journal of American Linguistics 3:219-232; 4: 181—219
- Bloomfield, Leonard (1926). A set of postulates for the science of language. Language. 2 (3): 153—164. doi:10.2307/408741. JSTOR 408741. (reprinted in: Martin Joos, ed., Readings in Linguistics I, Chicago and London: The University of Chicago Press 1957, 26-31).
- Bloomfield, Leonard (1927). On Some Rules of Pāṇini. Journal of the American Oriental Society. 47: 61—70. doi:10.2307/593241. JSTOR 593241.
- Bloomfield, Leonard (1927a). Literate and illiterate speech. American Speech. 2 (10): 432—441. doi:10.2307/451863. JSTOR 451863.
- Bloomfield, Leonard. 1928. Menomini texts. Publications of the American Ethnological Society 12. New York: G.E. Stechert, Agents. [reprinted 1974. New York: AMS Press] ISBN 0-404-58162-5
- Bloomfield, Leonard (1928a). A note on sound change. Language. 4 (2): 99—100. doi:10.2307/408791. JSTOR 408791.
- Bloomfield, Leondard. 1929. Review of Bruno Liebich, 1928, Konkordanz Pāṇini-Candra, Breslau: M. & H. Marcus. Language 5:267-76. Reprinted in Hockett, Charles. 1970, 219—226.
- Bloomfield, Leonard. 1930. Sacred stories of the Sweet Grass Cree. National Museum of Canada Bulletin, 60 (Anthropological Series 11). Ottawa. [reprinted 1993, Saskatoon, SK: Fifth House]. ISBN 1-895618-27-4
- Bloomfield, Leonard. 1933. Language. New York: Henry Holt. ISBN 0-226-06067-5, ISBN 90-272-1892-7
- Bloomfield, Leonard. 1934. Plains Cree texts. American Ethnological Society Publications 16. New York. [reprinted 1974, New York: AMS Press]
- Bloomfield, Leonard. 1935. «Linguistic aspects of science.» Philosophy of Science 2/4:499-517.
- Bloomfield, Leonard. 1939. «Menomini morphophonemics.» Etudes phonologiques dédiées à la mémoire de M. le prince N.S. Trubetzkoy, 105—115. Travaux du Cercle Linguistique de Prague 8. Prague.
- Bloomfield, Leonard. 1939a. Linguistic aspects of science. Chicago: University of Chicago Press. ISBN 0-226-57579-9
- Bloomfield, Leonard (1942). Outline of Ilocano syntax. Language. 18 (3): 193—200. doi:10.2307/409552. JSTOR 409552.
- Bloomfield, Leonard. 1942a. Outline guide for the practical study of foreign languages. Baltimore: Linguistic Society of America.
- Bloomfield, Leonard. 1946. «Algonquian.» Harry Hoijer et al., eds., Linguistic structures of native America, 85-129. Viking Fund Publications in Anthropology 6. New York: Wenner-Gren Foundation.
- Bloomfield, Leonard. 1958. Eastern Ojibwa. Ed. Charles F. Hockett. Ann Arbor: University of Michigan Press.
- Bloomfield, Leonard. 1962. The Menomini language. Ed. Charles F. Hockett. New Haven: Yale University Press.
- Bloomfield, Leonard. 1975. Menomini lexicon. Ed. Charles F. Hockett. Milwaukee Public Museum Publications in Anthropology and History. Milwaukee: Milwaukee Public Museum.
- Bloomfield, Leonard. 1984. Cree-English lexicon. Ed. Charles F. Hockett. New Haven: Human Relations Area Files. ISBN 99954-923-9-3
- Bloomfield, Leonard. 1984b. Fox-English lexicon. Ed. Charles F. Hockett. New Haven: Human Relations Area Files. ISBN 99954-923-7-7